# محيي الدين صبري الكردي
محيي الدين صبري الكردي الكانيمشكاني (1860 - 1940 م) هو باحث ومحقق كردي نزيل القاهرة.

## ترجمته
ولد في قرية كاني مشكان من قرى سنندج بشرقي كردستان. رحل إلى تركية سنة 1894 م ثم إلى مصر سنة 1900 م، ودرس في جامعة الأزهر. عمل فترة في مطبعة كردستان بالقاهرة لصاحبها فرج الله زكي. اعتنق محيي الدين صبري البهائية وبدأ ينشر هو وفرج الله زكي كتب دينهم الجديد إضافة إلى بعض مؤلفات تولستوي.

## آثاره
عمل على تحقيق ونشر الكثير من التراث الإسلامي، ومنها:
- (المسألة السابعة والأربعون في نصب الإمام من المسائل الخمسين في علم الكلام للفخر الرازي) 1910 م.
- (جامع البدائع/ مجموعة رسائل حكميّة لعمر الخيّام، إبن سينا، وأفضل الدين الكاشاني) 1916 م.
- ( الجواهر الغوالي من رسائل حجة الإسلام الغزالي، ومنها مشكاة الأنوار / أبوحامد الغزّالي) 1924 م.
- (رسالة الطير/ أبوحامد الغزالي) 1924 م.
- ( مقاصد الفلاسفة / أبوحامد الغزالي) 1936 م.
- (النجاة في الحكمة المنطقيّة والطبيعيّة والإلهيّة/ أبوعلي الحسين بن سينا) 1938 م.[2][3]